# German Grand Prix Racing
German Grand Prix Racing war ein in Weyhe bei Bremen ansässiges Unternehmen, das sich 2002 und 2003 erfolglos um die Übernahme mehrerer Formel-1-Teams bemühte und ohne Ergebnis versuchte, einen eigenen Rennstall zu etablieren. Nach allgemeiner Ansicht fehlte dem Unternehmen von Anfang an die erforderliche Seriosität. Die Geschichte von German Grand Prix Racing wird heute zumeist als ein Fall der Hochstapelei angesehen. Die Tatsache, dass das Unternehmen mit mehreren etablierten Teams ohne vorherige Bonitätsprüfung Verträge mit Nennwerten von mehreren Millionen Euro abschließen konnte, wurde später in der Presse zum Anlass genommen, das Geschäftsgebaren der Formel 1 generell zu kritisieren.

## Geschichte
Das Unternehmen wurde 2002 als German Grand Prix Racing GmbH gegründet. Ein Jahr später erhielt es die Rechtsform einer Aktiengesellschaft. Geschäftsführer war der deutsche Bankkaufmann Oliver Behring. Weder das Unternehmen noch der Geschäftsführer hatten Erfahrung im Rennsport. Behring gab 2002 und 2003 in zahlreichen Interviews an, im Auftrag von arabischen Geldgebern zu handeln, die Interesse an einem Einstieg in den internationalen Motorsport hätten. Konkrete Namen nannte er allerdings zu keiner Zeit.

### Übernahme von Arrows

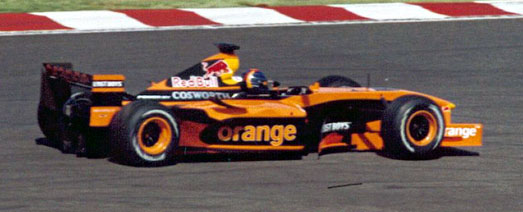
Sollte 2003 mit Unterstützung von German Grand Prix eingesetzt werden: Rennwagen von Arrows

Behring verhandelte zunächst Ende 2001 mit Prost Grand Prix über eine Übernahme. Nach dem Scheitern dieser Verhandlungen erwarb sein Unternehmen im Oktober 2002 insgesamt 60 Prozent der Anteile am zahlungsunfähigen britischen Team Arrows, das im Laufe der Saison 2002 den Rennbetrieb eingestellt hatte. German Grand Prix GmbH konnte die übernommenen Zahlungsverpflichtungen in der Folgezeit nicht erfüllen. Als Behring im November 2002 zur Begleichung offener Forderungen einen ungedeckten Scheck einreichte, war die Finanzierung des Rennstalls nicht mehr gesichert. Die FIA wies im Dezember 2002 die Nennung von Arrows für die kommende Saison angesichts der unsicheren Finanzlage zurück; daraufhin kündigte German Grand Prix die Verträge mit Arrows.

### Ein deutsches Team mit Jaguar oder Minardi
Anfang 2003 kündigte Behring an, die German Grand Prix Racing AG werde in der Saison 2004 mit einem eigenen Team an der Formel-1-Weltmeisterschaft teilnehmen. German Grand Prix Racing sollte ein Juniorteam eines etablierten Rennstalls sein und dessen Vorjahresfahrzeuge an den Start bringen. Behring erzielte im Frühjahr 2003 eine entsprechende Einigung mit dem britischen Rennstall Jaguar Racing; als Gegenwert der Vereinbarung wurde ein Jahresbetrag von 29 Millionen Britische Pfund genannt. German Grand Prix Racing verpflichtete Sven Barth und Thomas Westarp als Fahrer; ferner nahm das Unternehmen Kontakt zu Craig Pollock auf, dem ehemaligen Manager des Formel-1-Weltmeisters Jacques Villeneuve, der eine Managerfunktion bei German Grand Prix übernehmen sollte. Das Geschäft ließ sich allerdings nicht realisieren; es scheiterte nach wenigen Wochen, als Behring die von Jaguar geforderten Zahlungen nicht leisten konnte. Mindestens ein von Behring überreichter Scheck war dabei nicht gedeckt.
Anschließend verhandelte Behring noch mit Paul Stoddart über eine Übernahme des Minardi-Teams. Die Verhandlungen endeten wiederum mangels Finanzierung früh. Weitere Aktivitäten gab es nicht mehr.
Im Frühjahr 2003 nahm die Staatsanwaltschaft Verden Ermittlungen gegen Behring wegen des Verdachts des Betruges auf.

## Beurteilung
Nach anfänglicher Unterstützung in der Medienlandschaft stellte sich im Frühjahr 2003 eine zunehmend kritische Haltung gegenüber Behring ein. Es setzte sich die Überzeugung durch, Behring sei zu keiner Zeit in der Lage gewesen, die eingegangenen Verpflichtungen zu erfüllen. Die deutsche Presse bezeichnete ihn wiederholt als „Gernegroß“, „Hochstapler“ oder „Schaumschläger“. Bernie Ecclestone beschrieb ihn als „feinen Kerl, der nur immer vergißt zu zahlen“. Zugleich war der Umgang der Teams mit Behring ein Indikator für die großen wirtschaftlichen Schwierigkeiten, unter denen viele Rennställe zu Beginn des 21. Jahrhunderts zu leiden hatten. Eddie Jordan kommentierte die Vorgänge mit den Worten: „Wir stecken in der Klemme und müssen deshalb mit jedem potentiellen Investor reden“.